# Culicoides cylindratus
Culicoides cylindratus är en tvåvingeart som beskrevs av Kitaoka 1980. Culicoides cylindratus ingår i släktet Culicoides och familjen svidknott. Inga underarter finns listade i Catalogue of Life.